# Kohlsuppendiät
Die Kohlsuppendiät, auch Krautsuppendiät oder Magic-Soup-Diät genannt, ist eine Diät zur Gewichtsreduktion, bei der hauptsächlich Kohlsuppe, tagesweise durch geringe Mengen verschiedener weiterer Nahrungsmittel ergänzt, gegessen wird.
Sie gilt als „Crashdiät“ und basiert auf der Annahme, dass dem Körper durch die Ernährung mit Kohlsuppe mehr Energie entzogen als durch den physiologischen Brennwert der Lebensmittel wieder zugeführt wird. Es sind zahlreiche Rezepte zu finden, die verschiedene Gemüse, vor allem Zwiebeln und Kohl enthalten. Inzwischen gibt es die Kohlsuppe auch als Fertigprodukt in Konserven, von der man zu jeder Tageszeit so viel essen darf, wie man möchte.

## Die Funktionsweise der Kohlsuppendiät
Die Gewichtsreduktion rührt tatsächlich daher, dass bei dieser Diät ein energiearmes Lebensmittel verzehrt wird. Zusätzlich wird viel Wasser ausgeschieden und Muskelmasse abgebaut, da bei dieser Diät zu wenig Proteine aufgenommen werden.

## Kritik an der Kohlsuppendiät
Da nur wenig Fettgewebe abgebaut wird und der Abnehmer oft nicht lernt, sich dauerhaft ausgewogen und energiearm zu ernähren, ist der Diäterfolg oft nur von kurzer Dauer. Rasche anschließende Gewichtszunahme, bekannt als Jo-Jo-Effekt, ist daher möglich.
Die einseitige Ernährung, die dieser Diät zugrunde liegt, wird von Ernährungswissenschaftlern und Medizinern abgelehnt und als ungeeignet zur dauerhaften Gewichtsabnahme angesehen. Eine dauerhafte Ernährung nur von Kohlsuppe würde zu einer Mangelernährung führen. Antje Gahl von der Deutschen Gesellschaft für Ernährung rät von dieser Diät ab: „Solch ein starker Gewichtsverlust in kurzer Zeit ist gesundheitlich bedenklich. Die Versorgung mit einigen wichtigen Nährstoffen, insbesondere dem Eiweiß ist mangelhaft.“ Wissenschaftlich sei zudem fraglich, welche Substanzen im Kohl die Fettverbrennung ankurbeln würden.